# 于伯拉赫
于伯拉赫（法語：Uberach，法語發音：[ybəʁax]）是法国下莱茵省的一个旧市镇，属于阿格诺-维桑堡区。2016年1月1日，于伯拉赫和相邻的另外2个市镇合并成为新市镇瓦勒德莫代尔。

## 地理
于伯拉赫（48°50'58"N, 7°37'43"E）面积2.01 平方千米，位于法国大東部大區下莱茵省，该省份为法国大陆部分最东部的省份，是阿尔萨斯的一部分，今与上莱茵省组成了阿尔萨斯欧洲集体，其南至上莱茵省，西南接孚日省和默尔特-摩泽尔省，西接摩泽尔省，北与德国接壤，东侧沿莱茵河与德国相望。
与于伯拉赫接壤的市镇（或旧市镇、城区）包括：比乔芬、阿格诺、尼德莫登、拉瓦尔克。
于伯拉赫的时区为UTC+01:00、UTC+02:00（夏令时）。

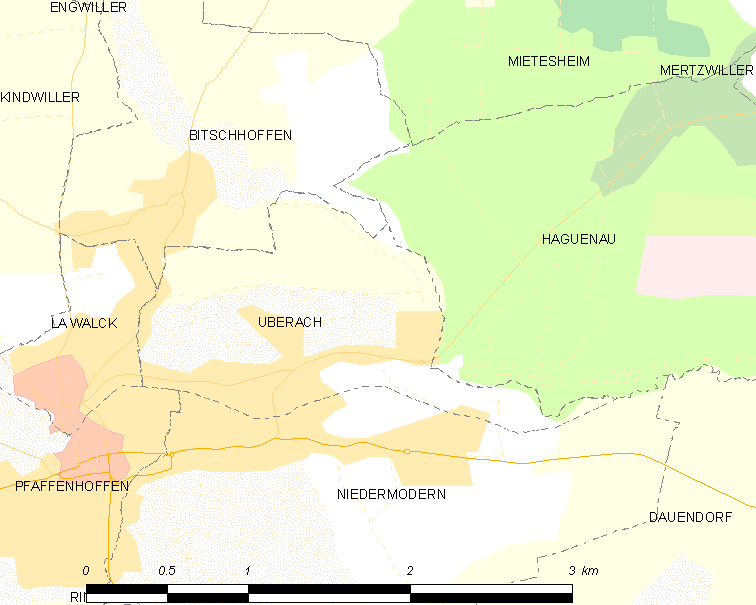
于伯拉赫的OSM定位图

## 行政
于伯拉赫的邮政编码为67350，INSEE市镇编码为67496。

## 政治
于伯拉赫所属的省级选区为賴什索芬縣。

## 人口

1962-2008年间于伯拉赫人口变化图示

于伯拉赫于2018年1月1日时的人口数量为1211人。